# 8 cm PAW 600
PAW 600 (Panzerabwehrwerfer 600 или 8H63) — легкая противотанковая пушка, разработанная для Вермахта в 1944 году. Всего выпущено 260 штук.

## История
Немецкие пушки PaK 36 уже не справлялись с окрепшей броней танков СССР и Союзников, хоть и существовали более мощные альтернативы, но они были гораздо тяжелей и дороже, поэтому PAW 600 должна была решить все эти недостатки, над работой которой занялась компания Rheinmetall. Целью было создание очень легкого и дешевого орудия, способного точно поражать вражескую цель на расстоянии 750 м. Оружие было расценено как очень перспективным,  и в 1945 активно велись разработки самоходных моделей на основе оружия, а также его продолжения — PAW-1000, которое так и не поступит в производство.

## Конструкция
Благодаря системе высокого-низкого давления удалось существенно облегчить и удешевить пушку. PAW-600 весила всего 600 кг (что в два раза меньше чем PaK-40) , при этом справляясь с уничтожением танков в радиусе 750 м.
Орудие использовало для стрельбы кумулятивные снаряды, основанные на миномете 8-cm s.Gr.W.34 и использовавшие гильзу от 10,5 cm leFH 18. Снаряд весил всего 2 кг и имел пробивающую силу 140 м , сопоставимую с дорогим вольфрамовым снарядом PzGr40.

## Музеи
PAW 600 можно увидеть в музее береговой обороны в Свиноуйсьце в Польше, и в Абердинском испытательном полигоне в Мэриленде, США.